# Eva Kováčová
Eva Kováčová (Rimaszombat, 1951. július 14. – Pozsony, 2010. február 12.) szlovák költő, szerkesztő, Mikuláš Kováč költő felesége.

## Élete
Munkáscsaládban született, a középiskolai tanulmányait Nyustyán (1966–1969) és Rimaszombaton (1969–1971) végezte. A képzését 1973-tól 1978-ig Besztercebányán  folytatta, ahol művészeti oktatást tanult. 1971 és 1979 között zongoratanárként dolgozott a nyustyai népművészeti iskolában. 1979-től 1980-ig a Slovenský spisovateľben (Szlovák Írói Kiadóban) alkalmazták, majd utána 1981 és 1983 között a szlovák Pravda napilap szerkesztője volt. Egy regionális irodalmi versenyt alapított, amelynek zsűritagja volt 11 éven keresztül. A haláláig Pozsonyban élt és dolgozott.

## Munkássága
Az első verseit a Nový slovban publikálta. 1973-ban debütált a Váltakozóan felhős kötetével. Munkáiban megpróbálta összekapcsolni a múltat a jövővel, az emberközeli lírának szentelte magát, leírva saját tapasztalatait, generációjának érzéseit, szerelmi vágyát és művészi elképzeléseit. Szülőföldjének motívumaival, versekkel járult hozzá a Rimavská dolina (1991) képes verseskönyvhöz. Sci-fi prózát is írt, amelyet a Krutohlav antológiában publikált. 2005-ben megjelent egy önéletrajzi műve: Eva Šelmecová története címmel.

## Művei
- Striedavo oblačno (szerelmes versek, 1973) Váltakozóan felhős
- Zastavenie v čase (versek, 1978)[2] Megállás az időben
- Vážne vášne (versciklus, 1982)[3] Komoly szenvedélyek
- Labutia pieseň (1996) Hattyúdal
- Príbehy Evy Šelmecovej (2005) Eva Šelmecová története[1]

## Fordítás
- Ez a szócikk részben vagy egészben  az   Eva Kováčová (poetka) című szlovák Wikipédia-szócikk ezen változatának fordításán alapul.  Az eredeti cikk szerkesztőit annak laptörténete sorolja fel. Ez a jelzés csupán a megfogalmazás eredetét és a szerzői jogokat jelzi, nem szolgál a cikkben szereplő információk forrásmegjelöléseként.